# Sie und Er und 1000 Fragen
Sie und Er und 1000 Fragen war eine Ratgebersendung im Fernsehen der DDR, die von 1972 bis 1984 ausgestrahlt wurde.

## Geschichte
Ratgebersendungen und Alltagsmagazine waren bereits seit Anfang der 1960er Jahre bei den Zuschauern des DDR-Fernsehens sehr beliebt, was zu einer Vielzahl dieser Sendungsformate bis in die 1980er Jahre hinein führte. So erschienen neben Sie und Er und 1000 Fragen auch andere Familienratgeber wie Von Pädagogen – für Pädagogen oder die Elternsprechstunde.

## Sendung
Sie und Er und 1000 Fragen verstand sich als „Magazin für Eheleute und solche, die es werden wollen“. In der Sendung kamen vor allem Partnerschafts-Themen zur Sprache, zum Beispiel ging es um Haushaltsführung und Wohnungsgestaltung. Aber auch Kindererziehung, Eheprobleme und Scheidung wurden thematisiert, was ein Novum beim damaligen DDR-Fernsehen darstellte, zumal diese Themen ohne den sprichwörtlichen „erhobenen Zeigefinger“ behandelt wurden. Beispielhafte Mottos der Sendung waren zum Beispiel „Haushaltsbuch in der Familie“, „Lichtgestaltung in der Wohnung“ oder „Rund um den Fußboden“, aber auch intimere Themen wie „Keine Zeit für Zärtlichkeit“.
Produziert wurde Sie und Er und 1000 Fragen in den Fernsehstudios in Halle (Saale). Die Ausstrahlung erfolgte einmal monatlich im Vorabendprogramm, eine Folge dauerte etwa 30 Minuten. Moderiert wurde die Sendung von Marlies Gohling, Regina Pauls, Rainer Stemmler und Willy Walther.
Die letzte Folge wurde am 5. April 1984 ausgestrahlt.

## Sonstiges
Die Moderatorin Regina Pauls, eine studierte Psychologin, ist die Mutter des Schauspielers und Kabarettisten Tom Pauls. Dieser nimmt unter anderem im Titel seines Bühnenprogrammes Tom & Chèrie: Sie & Er und 1000 Fragen, das er zusammen mit der Schauspielerin Katrin Weber aufführt, darauf Bezug.
Auf der 2014 in der Reihe DDR-TV-Archiv erschienenen Doppel-DVD Das Beste aus dem Ratgeber-TV ist eine Episode von Sie und Er und 1000 Fragen aus dem Jahr 1979 vertreten. Themen der Sendung waren unter anderem „Kinderwunsch von Jugendlichen“, „Das Baby ist da“ und „Fußbodenbelag selbst verlegt“.